# Championnats du monde de judo 1983
Les Championnats du monde masculins de judo 1983 se tiennent à Moscou en URSS.

## Résultats

### Hommes
| Catégories        | Or                  | Argent             | Bronze                                 |
| ----------------- | ------------------- | ------------------ | -------------------------------------- |
| - 60 kg           | Khazret Tletseri    | Tamas Bujko        | Kenichi Haraguchi Klaus-Peter Stolberg |
| - 65 kg           | Nikolai Solodukhin  | Yoshiyuki Matsuoka | Janusz Pawlowski Sandro Rosati         |
| - 71 kg           | Hidetoshi Nakanishi | Ezio Gamba         | Tamaz Namgalauri Steffen Stranz        |
| - 78 kg           | Nobutoshi Hikage    | Neil Adams         | Mircea Fratica Shota Khabareli         |
| - 86 kg           | Detlef Ultsch       | Fabien Canu        | Robert Berland Seiki Nose              |
| - 95 kg           | Andreas Preschel    | Valeri Divisenko   | Gunther Neureuther Robert van de Walle |
| + 95 kg           | Yasuhiro Yamashita  | Willy Wilhlem      | Mihai Cioc Henry Stoehr                |
| Toutes catégories | Hitoshi Saito       | Vladimir Kocman    | Andras Ozsvar Robert van de Walle      |

## Tableau des médailles
| Rang | Nation               | Or | Argent | Bronze | Total |
| ---- | -------------------- | -- | ------ | ------ | ----- |
| 1    | Japon                | 4  | 1      | 2      | 7     |
| 2    | Union soviétique     | 2  | 1      | 2      | 5     |
| 3    | Allemagne de l'Est   | 2  | 0      | 2      | 4     |
| 4    | Italie               | 0  | 1      | 1      | 2     |
| -    | Hongrie              | 0  | 1      | 1      | 2     |
| 6    | France               | 0  | 1      | 0      | 1     |
| -    | Tchécoslovaquie      | 0  | 1      | 0      | 1     |
| -    | Royaume-Uni          | 0  | 1      | 0      | 1     |
| -    | Pays-Bas             | 0  | 1      | 0      | 1     |
| 10   | Allemagne de l'Ouest | 0  | 0      | 2      | 2     |
| -    | Belgique             | 0  | 0      | 2      | 2     |
| -    | Roumanie             | 0  | 0      | 2      | 2     |
| 13   | États-Unis           | 0  | 0      | 1      | 1     |
| -    | Pologne              | 0  | 0      | 1      | 1     |

## Source
- (en) Judoinside.com